# Poecilophyllum macrodon
Poecilophyllum macrodon är en bladmossart som först beskrevs av W. J. Hooker, och fick sitt nu gällande namn av Mitten 1869. Poecilophyllum macrodon ingår i släktet Poecilophyllum, klassen egentliga bladmossor, divisionen bladmossor och riket växter. Inga underarter finns listade i Catalogue of Life.